# Porak
Porak (en àzeri: Axarbaxar) és un estratovolcà situat la serralada volcànica Vardenis a uns 20 quilòmetres (12 milles) al sud-est del llac Sevan, a la frontera entre Armènia i l'Azerbaidjan. El camp volcànic s'estén a banda i banda de la frontera, i els fluxos de lava s'estenen a tots dos països. Els flancs del volcà estan esquitxats de 10 cons satèl·lit i de fissures que funcionen com a respiradors.
El seu punt de màxima elevació es troba a 3.029 metres.